# 산쿠가트델발례스

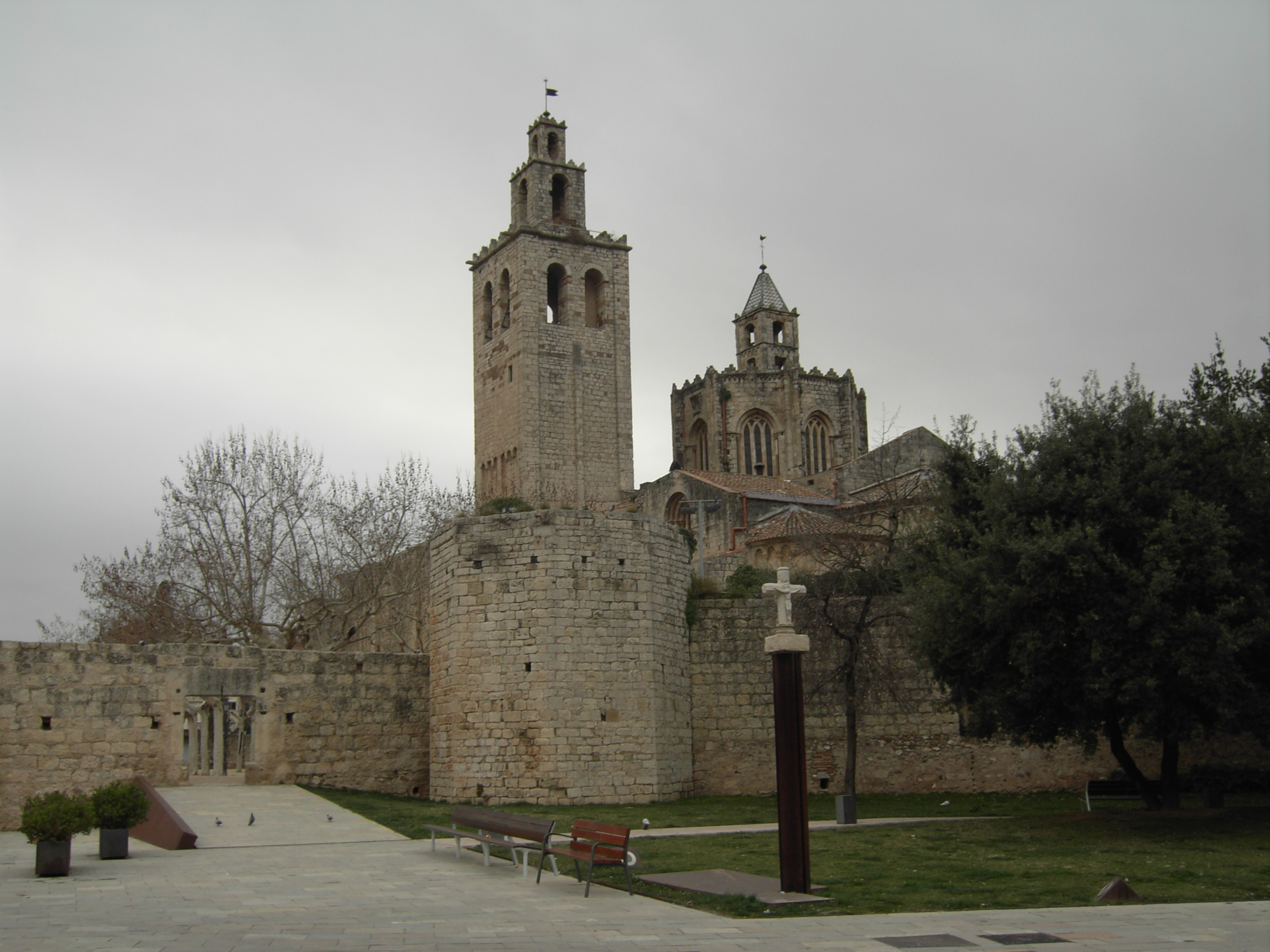
산쿠가트델발례스

산쿠가트델발례스(카탈루냐어: Sant Cugat del Vallès)는 스페인 카탈루냐 지방 바르셀로나 주에 위치한 도시로 면적은 48.2km2, 높이는 124m, 인구는 87,118명(2014년 기준), 인구 밀도는 1,800명/km2이다.

## 미디어
- 구해줘! 홈즈 (2019년)

시 문장